# 崩山八社
崩山社群，或稱蓬山社群（荷蘭語：Pangsoa），在臺灣荷蘭統治時期指崩山鄰近道卡斯族村社，清治時又被稱为崩山八社或蓬山八社，是台灣平埔族群道卡斯族在台中大甲溪流域和苗栗縣沿海一帶社群，因作為贌社單位而被合稱。番俗六考所提到的崩山八社中包含通霄社、猫盂社、苑裡社、房裡社、南日社、雙寮社和崩山社分出的大甲西社和大甲東社。
崩山位在大甲溪下游，即今日台中外埔區的內水尾山，清代文獻中的崩山社為當地社群的統稱。在荷據時期崩山已出現在文獻上，1647年崩山一帶的平埔村社被視為一個贌社集合，當時發了贌金150里爾。

## 位置
根據學者李宗信考據：
大甲東社早在雍正年間就已出現新社和舊社，內水尾庄應是該社較早的社址所在，後來才遷至原社東側的磁磘庄、北側的頂店庄、大甲東庄及馬鳴埔庄，利用祖先所遺下的埔地建立新社。大甲東社，舊社內水尾在外埔區水美路南側一帶，大甲東於外埔區莊內巷北側偏東，馬鳴埔在外埔區中山村中山路東側一帶。頂店庄地基今址即坐落於臺中市大甲區中山路一段西側與彈正路東側一帶。磁磘庄在外埔區大同村重光路東側一帶。
日南社熟番於日治時代的居住地主要分布於今大甲區中山路二段北側與日南國民小學東南。日北舊社應位於今苑裡鎮致民國中與山腳國小一帶。
雙寮社東勢社即今日建興里東側一帶，西勢社社址有可能位大甲區建興里如意路兩側一帶。
房裡社社址今址，即位於苗栗縣苑裡鎮中山路與介壽路之間的區域。
通霄社原居於今通霄鎮通東、通西兩里，即通霄溪與南勢溪交會處近海地帶，後隨18世紀中葉漢人的大量移墾，乃往北在通東里北部（今苗栗縣通霄鎮平元里）
苑裡社的舊社社址，位於苑裡坑庄番社，即今苑裡鎮苑東里，乃同治10年以前原社址。新址位於苑裡街，即今苑裡火西勢里及苑南里。
猫盂社社社址原在今苗栗縣苑裡鎮中正里一帶（即猫盂庄），並在大甲西社事件落幕後，遷至今苗栗市通霄鎮福興里。猫盂社在乾隆25年（1760年）前遷到，五里牌番仔寮現址即坐落於通霄鎮五北里五福國小西北側一帶。